# Gymnochthebius bartyrae
Gymnochthebius bartyrae är en skalbaggsart som beskrevs av Perkins 1980. Gymnochthebius bartyrae ingår i släktet Gymnochthebius och familjen vattenbrynsbaggar. Inga underarter finns listade i Catalogue of Life.